# Мошков, Борис Николаевич
Борис Николаевич Мошков (1922—1984) — советский лётчик штурмовой авиации в годы Великой Отечественной войны, Герой Советского Союза (19.08.1944). Гвардии капитан (1944).

## Биография
Борис Мошков родился 17 июня 1922 года в городе Юрьевец (ныне — Ивановская область). Окончил восемь классов Юрьевецкой средней школы № 1 в 1940 году. Работал сортировщиком леса в Унженской сплавной конторе, одновременно с работой в 1941 году окончил аэроклуб в Кинешме. 
В апреле 1941 года Мошков был призван на службу в Рабоче-крестьянскую Красную Армию. Направлен курсантом в Поставскую авиационную школу пилотов бомбардировщиков (г. Поставы Полоцкой области Белорусской ССР). С началом Великой Отечественной войны личный состав школы был с огромным трудом эвакуирован на восток. Оставшись без материальной базы, школа была расформирована, а преподавателей и курсантов направили в город Чкалов. Там в июле 1942 года Борис Мошков окончил Чкаловскую военную авиационную школу пилотов имени К. Е. Ворошилова. В звании сержанта был зачислен летчиком в 431-й штурмовой авиационный полк (в его рядах полка прошел всю войну). Несколько месяцев полк находился на переформировании и на обучении новой технике, а затем некоторое время перегонял с заводов на фронт штурмовики Ил-2. В мае 1943 года Мошкову было присвоено воинское звание младший лейтенант. В том же году был принят в ВКП(б).
В конце весны 1943 года прибыл с полком на фронт Великой Отечественной войны. Настоящее боевое крещение принял в Курской битве. Воевал на Центральном, Белорусском и 1-м Белорусском фронтах. Участвовал в Орловской, Черниговско-Припятской (битва за Днепр), Гомельско-Речицкой, Калинковичско-Мозырской, Рогачевско-Жлобинской, Белорусской, Висло-Одерской, Восточно-Померанской, Берлинской наступательная операция наступательных операциях. В бою 5 августа в районе Орла был ранен от близкого разрыва зенитного снаряда, но вскоре вернулся в строй.
К маю 1944 года старший лейтенант Борис Мошков был заместителем командира эскадрильи 431-го штурмового авиаполка 299-й штурмовой авиадивизии 16-й воздушной армии 1-го Белорусского фронта. К тому времени он совершил 106 боевых вылетов, принял участие в 14 воздушных боях, лично сбив 2 вражеских самолёта и ещё 2 самолёта сбил его воздушный стрелок. Нанёс большие потери противнику во время штурмовок: лично уничтожил 22 танка, 70 автомашин, 34 орудия полевой и зенитной артиллерии, несколько складов с боеприпасами, пароход с военными грузами, 2 крупных моста, свыше 700 гитлеровцев..
Указом Президиума Верховного Совета СССР от 19 августа 1944 года за «образцовое выполнение боевых заданий командования на фронте борьбы с немецкими захватчиками и проявленные при этом отвагу и геройство» старшему лейтенанту Борису Николаевичу Мошкову присвоено звание Героя Советского Союза с вручением ордена Ленина и медали «Золотая Звезда» за номером 3071.
В тот же самый день его полк и дивизия получили гвардейские звания и стали именоваться 174-м гвардейским штурмовым авиационным полком и 11-й гвардейской штурмовой авиационной дивизией соответственно. В их рядах гвардии капитан Б. Н. Мошков воевал до Победы. К 9 мая 1945 года имен на боевом счету уже 140 боевых вылетов, из них 82 в качестве ведущего групп штурмовиков. Лично уничтожил 27 танков, 107 автомашин, 40 орудий, 7 складов с боеприпасами, 2 моста, речной пароход, много живой силы противника. Провел 22 воздушных боя, в которых сбил 4 самолета противника. За эти подвиги в мае 1945 года был представлен к награждению четвертым орденом Красного Знамени, но не получил его. 
В конце мая 1945 года попал в автомобильную аварию и получил тяжёлый перелом ноги. В результате был врачебной комиссией был признан ограничено годным для работы в невысотной и нескоростной авиации. В марте 1946 года гвардии капитан Б. Н. Мошков уволен в запас.  
Вернулся в родной город Юрьевец, работал сначала в лесхозе заведующим гаражом, лесничим. В 1948 году вернулся к лётной работе, но уже в Гражданской авиации. С 1948 года — летчик-инструктор Краснокутского авиационного училища пилотов Гражданского воздушного флота. С 1949 года трудился в Коми Управлении гражданской авиации: начальник аэропорта села Ижма, пилот-инструктор Сыктывкарского отдельного авиаотряда, командир самолета Ан-2, командир кораблей Ли-2, Ил-14, Ан-10. В 1955 году окончил Ульяновскую школу высшей летной подготовки Гражданского воздушного флота. С 1960 года работал в Сталинградском Управлении гражданской авиации. С 1961 года — командир воздушного судна на Горьковском авиазаводе имени С. Орджоникидзе. Имел квалификацию «пилот 1-го класса» и 9370 часов налёта. С 1970 года на пенсии.
Затем вновь вернулся в родной Юрьевец. Умер 24 июня 1984 года, похоронен на Старом городском кладбище Юрьевца.

## Награды
- Герой Советского Союза (19.08.1944)
- Орден Ленина (19.08.1944)
- Три ордена Красного Знамени (24.08.1943, 20.12.1943, 14.04.1944)
- Орден Александра Невского (15.11.1944)
- Орден Красной Звезды (12.07.1943)
- Медали СССР[1]